# Брамантино
Брамантино, наст. имя Бартоломео Суарди (итал. Bartolommeo Suardi; Милан или Бергамо, ок. 1465 — 1530) — итальянский художник и архитектор.

## Биография и творчество

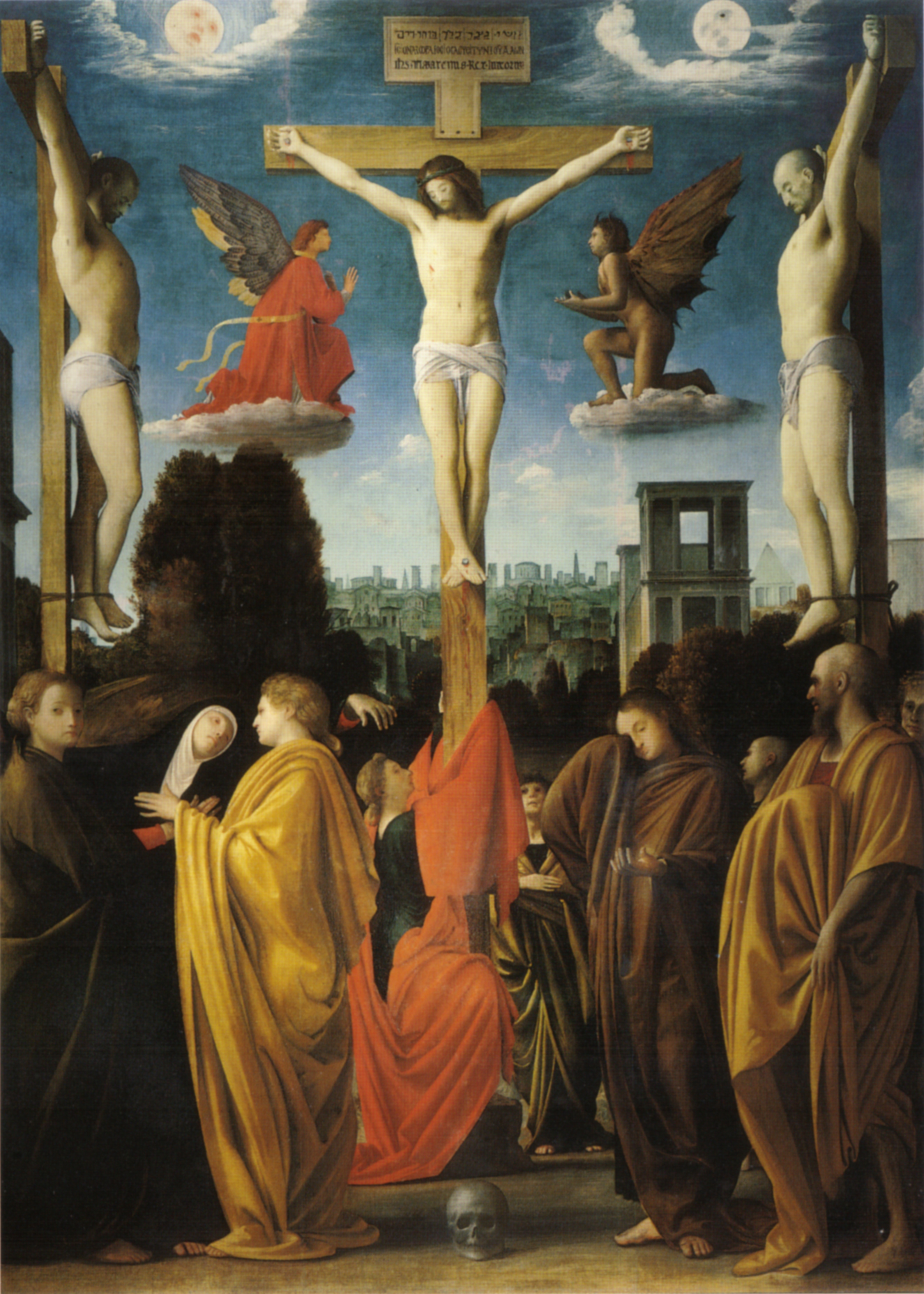
Распятие

Бартоломео Суарди родился около 1465 года в Милане (по другой версии — в Бергамо).
В Милане, где «царил» Леонардо, Брамантино создал яркий, острый стиль, хотя и страдавший иногда недостатками в передаче перспективы и неточностью изображения архитектурных элементов.
Брамантино сформировался под влиянием Бутиноне и графического стиля Падуи и Феррары. Впоследствии он многому научился у Браманте, у которого долгое время состоял помощником (чем и объясняется его прозвище Брамантино — букв. «Маленький Браманте») и у которого перенял любовь к монументальным формам и драматизму. Некоторые искусствоведы полагают, что Браманте поручал Брамантино, как живописцу, осуществление своих замыслов.
В зрелый период своего творчества, когда были выполнены шпалеры для созданного им мавзолея Тривульцио, художник придерживался строгой композиционной уравновешенности.
Переехав в Рим в 1508 году, где он расписывал лоджии в Ватикане, Брамантино начал работать в новой манере, близкой к маньеристскому стилю.
Брамантино умер в 1530 году.